# Sofie Bull Grieg
Sofie Bull Grieg (Skånevik, 11 de março de 1902 — , 9 de setembro de 2001) foi uma cantora de ópera norueguesa.

## Biografia
Sofie era filha do telegrafista Thor Olai Øvrevik (1862–1932) da aldeia de Skånevik, e de Laura Bull (1864–1902) da comuna de Randaberg.
Sofie estudou em Berga, e também noutras escolas, onde foi tutorada por Ida Theresia Singer (1878–1968), que cantava ópera na Alemanha e nos países nórdicos. Sofie iniciou a sua carreira em 1926, e em 1927 recebeu o primeiro dos cinco estipêndios Ruud. Na década de 1930, Sofie também foi aluna de Melanie Kurt (1880–1941) e começou a trabalhar nos países da Europa Central, como a Alemanha, onde trabalhou na Ópera Estatal de Berlim, tendo interpretado "Susanna" na ópera-bufa, Le nozze di Figaro, durante o centésimo septuagésimo quinto aniversário do compositor desta ópera, Wolfgang Amadeus Mozart, entre 1931. Sob a regência do maestro e compositor alemão Otto Klemperer, Sofie interpretou "Olympia" em Les contes d'Hoffmann, antes de se mudar para os Estados Unidos em 1932, tendo se destacado. No mesmo ano, ela adotou o nome artístico Philie Graad e passou a residir em Dessávia.
Em 1932, Sofia casou-se em Gdańsk com o proprietário e exportador de navios belgas, Lauritz Myrebøe (1899–), que também era o cônsul-geral. Posteriormente, Sofie e o seu filho tiveram de fugir após a invasão da Polónia em 1939. Após morar alguns anos em Geilo, Sofia trabalhou no teatro Den Nationale Scene, onde Sverre Jordan foi o mestre de capela entre 1932 e 1954. Entre 1943 e 1945, ela interpretou Mimi na ópera La Bohème, tendo dividido o papel com Randi Lindtner Næss.
No século XX, o compositor Harald Sæverud dedicou-lhe a obra, Vals til en liten pige, após levá-la a Torget, em Berga.
Após divorciar-se do diplomata Lauritz Myrebøe, ela casou-se em 1953 com Johan Geelmuyden Grieg (1903–56), e ambos passaram a morar em Skånevik, onde Sofie dirigiu um teatro amador, tendo realizado digressões em Sunnhordland.